# Distretto di Sung Men
Il distretto di Sung Men (in thailandese: สูงเม่น) è un distretto (amphoe) della Thailandia, situato nella provincia di Phrae.